# Постол (село)
Посто́л (рос. Постол) — село (колишнє селище) в Зав'яловському районі Удмуртії, Росія.
Знаходиться на невеликій річці, правій притоці Постолки. Розташоване на північ від села Середній Постол. До 2000 року через село проходила Постольська вузькоколійна залізниця, а в самому селі знаходилась залізнична станція Постол.

## Населення
Населення — 1425 осіб (2012; 1299 в 2010).
Національний склад станом на 2002 рік:
- росіяни — 59 %
- удмурти — 34 %

## Історія
Село утворилось при будівництві залізничної станції на Постольській вузькоколійній залізниці, яку збудували для потреб деревообробний підприємств в 1910 році. З 1925 року село входить до складу Середньопостольської сільської ради. В 1938 році утворюється Постольський ліспромгосп, який в 1960 році приєднався до Нікольського ліспромгоспу. У 2004 році селищу надано статус села.
За 4 км на північний захід від села знаходиться Постольське городище («Кленовий мис»), яке занесене до списку об'єктів культури федерального значення. Городище відноситься до Бахмутинської культури, яка існувала в V—VIII століттях.

## Економіка
Головними підприємствами села є ліспромгосп та ТОВ ТЗП «Постол».
Серед закладів соціальної сфери в селі діють середня школа, дитячий садок, ФАП, Третя республіканська психіатрична лікарня.

## Урбаноніми[10]
- вулиці — Берегова, Греблева, Зарічна, Зелена, Клубна, Лісова, Лучна, Люцька, Нова, Підлісна, Постольська, Станційна, Східна, Трактова, Фізкультурна, Цегляна, Шкільна, Ювілейна
- провулки — Береговий, Зарічний, Ставковий, Цегляний, Шкільний